# 스쿠보이섬
스쿠보이섬(페로어: Skúvoy, 덴마크어: Skuø 스쿠외[*])은 페로 제도의 섬 중 하나이다.